# آرگوس (آرگونوت)

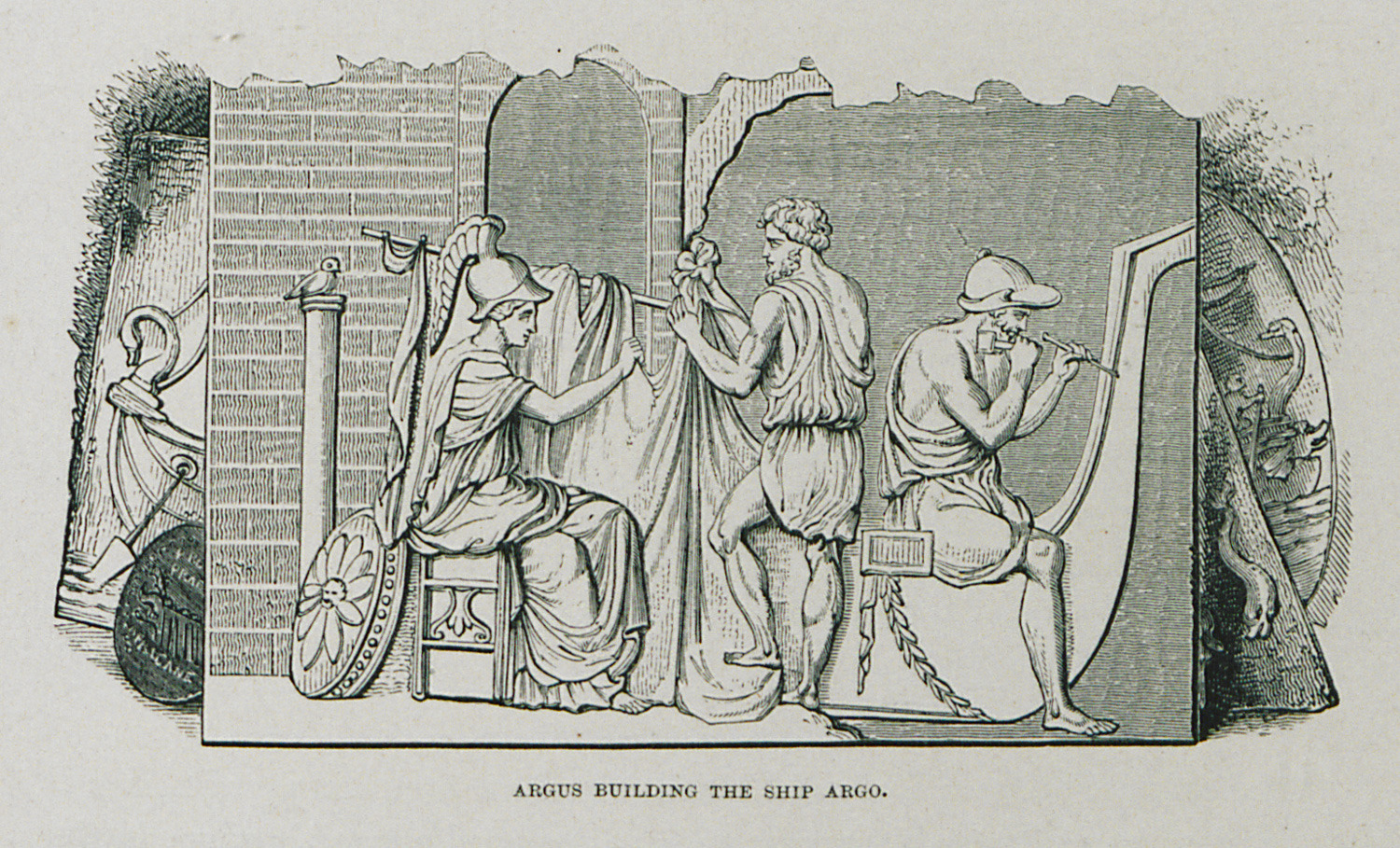
کریستوفر وردزورث. یونان تصویری، توصیفی و تاریخی، و تاریخچه‌ای از ویژگی‌های هنر یونان، لندن، انتشارات جان موری، ۱۸۸۲.

آرگوس (به یونانی: Ἄργος، مردانه) یکی از آرگونوت‌ها و سازندهٔ کشتی آرگو در افسانه‌های یونان باستان است. آرگونوت‌ها با کشتی ساختهٔ آرگوس به رهبری یاسون در جستجوی پشم زرین بودند.
پدر و مادر آرگوس، فریکسوس و خالکیوپه بودند. ماجراجویی آرگونوت‌ها آنها را به پیش دارندهٔ پشم زرین، شاه کولخیس، آئیتس رساند. آئیتس پدربزرگ مادری آرگوس آرگونوت بود.